# Leptosporomyces montanus
Leptosporomyces montanus är en svampart som först beskrevs av Jülich, och fick sitt nu gällande namn av Ginns & M.N.L. Lefebvre 1993. Leptosporomyces montanus ingår i släktet Leptosporomyces och familjen Atheliaceae.   Inga underarter finns listade i Catalogue of Life.